# Waterville (Kansas)
Waterville és una població dels Estats Units a l'estat de Kansas. Segons el cens del 2000 tenia 681 habitants.

## Demografia
Segons el cens del 2000, Waterville tenia 681 habitants, 292 habitatges, i 190 famílies. La densitat de població era de 525,9 habitants/km².
Dels 292 habitatges en un 28,8% hi vivien nens de menys de 18 anys, en un 54,5% hi vivien parelles casades, en un 8,2% dones solteres, i en un 34,6% no eren unitats familiars. En el 32,2% dels habitatges hi vivien persones soles el 21,9% de les quals corresponia a persones de 65 anys o més que vivien soles. El nombre mitjà de persones vivint en cada habitatge era de 2,33 i el nombre mitjà de persones que vivien en cada família era de 2,94.
Per edats la població es repartia de la següent manera: un 26,7% tenia menys de 18 anys, un 5,4% entre 18 i 24, un 22,9% entre 25 i 44, un 20,4% de 45 a 60 i un 24,5% 65 anys o més.
L'edat mediana era de 40 anys. Per cada 100 dones de 18 o més anys hi havia 82,8 homes.
La renda mediana per habitatge era de 31.136 $ i la renda mediana per família de 38.472 $. Els homes tenien una renda mediana de 29.107 $ mentre que les dones 18.000 $. La renda per capita de la població era de 18.833 $. Entorn del 8% de les famílies i el 10,7% de la població estaven per davall del llindar de pobresa.

## Poblacions més properes
El següent diagrama mostra les poblacions més properes.